# 3 de gener
El 3 de gener és el tercer dia de l'any del calendari gregorià. Queden 362 dies per a finalitzar l'any i 363 en els anys de traspàs.

## Esdeveniments
Països Catalans
- 1904 - Barcelona: s'hi publica el primer número d'En Patufet, el primer setmanari infantil en català.[1]
- 1962 - Castelló de la Plana: es constitueix el primer patronat de la Fundació Huguet.

Resta del món
- 1496 - Leonardo da Vinci prova una màquina voladora.
- 1521 - El Papa Lleó X excomunica Martí Luter.
- 1569 - Arriba a Padul (Granada) Iñigo López Mendoza, governador de Granada, amb un exèrcit de 2.000 infants i 400 cavalls per emprendre campanya contra els moriscs rebels.
- 1642 - S'aprova la Gran Amonestació, acta d'acusació del Parlament contra Carles I, rei d'Anglaterra.
- 1739 - Comença la Convenció del Pardo per resoldre les disputes angloespanyoles.
- 1749 – Surt al carrer el diari danès Berlingske Tidende, degà de la premsa diària universal.
- 1777 - Batalla de Princeton. El general americà George Washington derrota el britànic Charles Cornwallis.
- 1795 - Rússia i Àustria signen un acord pel repartiment de Polònia.
- 1815 - Àustria, Gran Bretanya i França formen una aliança defensiva secreta contra Prússia i Rússia.
- 1823 – S'instal·la a Cartago la Segona Junta Superior Governativa de Costa Rica.
- 1831 – S'inaugura l'Escola de Tauromàquia de Sevilla.
- 1833
  - Gran Bretanya guanya el control de les illes Malvines.
  - Un decret del govern de la província de Buenos Aires declara ciutat el poble de Belgrano, un dels actuals barris populosos de la Capital Federal.
  - El Beagle, amb Charles Darwin a bord arriba a la Terra de Foc.
- 1847
  - El regne de Suècia i Noruega reconeix la independència de l'Argentina.
- 1851 – S'estableix el monopoli de licors per l'Estat de Costa Rica.
- 1861 - Guerra Civil dels Estats Units: Delaware vota en contra de separar-se dels Estats Units.
- 1868 - Japó: Amb la restauració Meiji el poder imperial és formalment restaurat i el Shogunat abolit.
- 1869 – Apareix a Londres el primer semàfor il·luminat a gas i accionat manualment per un policia.
- 1874 - Madrid (Espanya): Cop d'Estat del Capità General de Madrid, Manuel Pavía, qui entra a cavall en l'hemicicle de les Corts seguit de la Guàrdia Civil, acabant amb la Primera República Espanyola.
- 1964 - Estats Units: es publica el quart número de The X-Men on es produeix la primera aparició de Scarlet Witch i Quicksilver.[2]
- 2004 - La mar Roja: hi cau un Boeing 737: hi moren 148 persones, la majoria turistes francesos.
- 2005 - EUA: S'emet el primer capítol de la sèrie Medium per la NBC.

## Naixements
Països Catalans
- 1826 - Altafulla, Tarragonès: Joaquim Gatell i Folch, geògraf i explorador català.
- 1870 - Almenara, Plana Baixa: Genoveva Torres Morales, religiosa valenciana, fundadora de la congregació de les Germanes del Sagrat Cor de Jesús i dels Sants Àngels, santa de l'Església Catòlica. (m. 1956)
- 1895 - Mataró, Maresme: Josep Pascual i Vila, químic català.
- 1928: Josep Lladró, ceramista valencià i un dels fundadors de Lladró.
- 1958 - Barcelona: Carles Francino i Murgades, periodista català.
- 1962 - Barcelona: Marta Calvó, actriu catalana de teatre, televisió i doblatge.
- 1968 - Santa Maria del Camí: Antònia Maria Estarellas Torrens, política mallorquina.[3]
- 1976 - L'Hospitalet de Llobregat: Sònia Farré Fidalgo, activista, professora i política catalana; diputada en la XII legislatura.[4]

Resta del món
- 106 aC: Ciceró, estadista de l'Antiga Roma.
- 1642: Diego Morcillo Rubio de Auñón, virrei del Perú.
- 1719: Francisco José Freire, historiador portuguès.
- 1722: Fredric Hasselquist, naturalista suec.
- 1793: Nantucket, Massachusetts: Lucretia Mott, pionera dins dels moviments feminista i abolicionista (m. 1880).[5]
- 1806: Henriette Sontag, soprano alemanya.[6]
- 1810: Antoine d'Abbadie, geògraf francès.
- 1840: Damià de Molokai, sacerdot i missioner belga.
- 1861: William Renshaw, tennista britànic.
- 1865: Henry Lytton, cantant d'òpera britànic.
- 1876: Wilhelm Pieck, president de la República Democràtica Alemanya.
- 1883: Clement Attlee, polític britànic.
- 1887, Riga, Imperi Rus: Harriet von Rathlef, escultora russa
- 1892: J. R. R. Tolkien, lingüista britànic, autor d’El senyor dels anells.
- 1894: ZaSu Pitts, actriu nord-americana (m. 1963).
- 1897: 
  - Lipno, Polònia: Pola Negri, actriu polonesa dedicada al teatre i després al cinema mut (m. 1987).[7]
  - Brooklyn, Nova York: Marion Davies, actriu nord-americana.[8]
  - San Francisco, Califòrnia (Estats Units): Dorothy Arzner, directora de cinema estatunidenca (m. 1979).[9]
- 1901: Ngô Đình Diệm, president del Vietnam del sud.
- 1905:
  - Madrid, Luisa Carnés, escriptora i periodista espanyola de la Generació del 27, exiliada a Mèxic.[10]
  - Ray Milland, actor nord-americà.
  - Anna May Wong, actriu xinesa.
- 1910: John Sturges, cineasta nord-americà.
- 1920: Renato Carosone, cantant italià.
- 1922, Budapest: Ágnes Nemes Nagy, poeta i assagista hongaresa (m. 1991).
- 1924, Etterbeek, Bèlgica: André Franquin, dibuixant belga d'historietes.
- 1926, Londres, Anglaterra: George Martin, músic britànic col·laborador dels Beatles.
- 1929, Roma, Itàlia: Sergio Leone, director de cinema italià.
- 1931, Łódź: Józef Walczak, entrenador i futbolista polonès que jugava en la demarcació de defensa.
- 1937, Dessau. Alemanya: Gernot Böhme, filòsof alemany (m. 2022)
- 1951, Madrid: Rosa Montero, periodista i escriptora espanyola.[11]
- 1952, Madrid: Esperanza Aguirre Gil de Biedma, política espanyola.
- 1956, Peekskill, Estat de Nova York: Mel Gibson, actor, director, productor i guionista australoamericà.
- 1962, Londres, Regne Unit: Guy Pratt, baixista anglès.
- 1969, Hurth-Hermulheim, Alemanya: Michael Schumacher, pilot i set cops campió de Fórmula 1.
- 1989, Kita-Kyūshū, Japó: Kōhei Uchimura, gimnasta artístic, tres cops campió Olímpic i deu cops campió del món.
- 2003, Estocolm, Suècia: Greta Thunberg, activista mediambiental, centrada en els danys causats pel canvi climàtic.[12]

## Necrològiques
Països Catalans
- 1948 - Girona: Carme Auguet Comalada, mestra gironina fundadora de l'escola pública més antiga de la ciutat, l'Escola Eiximenis.[13]
- 1960 - Barcelona: Marta Fàbregas i Berenguer, directora de doblatge, escriptora i dramaturga catalana (n. 1920)
- 1982 - Barcelona: Carme Simó i Saco, mestra i pedagoga (n. 1894).[14]
- 1989 - Londres: Lina Llubera, soprano catalanoucraïnesa, casada durant 18 anys amb el compositor rus Serguei Prokófiev (n. 1897).[15]
- 1995 - Barcelona: Margarita Wirsing i Bordas, primera dona llicenciada en Ciències Físico-Químiques a Espanya (n. 1911).[16]
- 2020 - Figueres, Alt Empordà: Martín Rodríguez Muñoz, músic català, bateria de Sangtraït (n. 1955).
- 2023 - 
  - Barcelona: Sergi Schaaff i Casals, realitzador i director de televisió català (n. 1937)
  - Arenys de Mar, Maresme: Josep Maria Gironella i Pous, escriptor català en llengua castellana (n. 1917).
- 2025 - Ricard Lobo i Gil, monjo, professor, escriptor, polític, editor i gestor públic català (n. 1936).[17]

Resta del món
- 1437, Londres, Caterina de Valois, reina consort d'Anglaterra de 1420 a 1422 (n. 1401).[18]
- 1850, Milà: Giuseppina Grassini, soprano italiana (n. 1773)
- 1868, Logronyo, la Rioja, Espanya: Alfonsa Cavin Millot, religiosa, fundadora de les Missioneres de la Immaculada Concepció.
- 1952, Viña del Mar, Xile: Luigi Stefano Giarda, violoncel·lista, director d'orquestra i compositor.
- 1967, Inverurie, Escòcia: Mary Garden, important soprano escocesa del primer terç del segle XX (n. 1874).[19]
- 1992, Santa Bàrbara (Califòrnia), Estats Units: Judith Anderson, actriu de teatre i cinema australiana (n. 1898).[20]
- 1999, Addlestone, Surrey: Violet Olney, atleta britànica, medalla de plata als Jocs Olímpics de Berlín de 1936 (n. 1911).[21]
- 2000, Mèxic DF: Gabriela Brimmer, activista pels drets de les persones amb discapacitat, i escriptora (n. 1947).[22]
- 2003, Tucson, Arizona (EUA): Monique Wittig, escriptora feminista francesa (n. 1935).[23]
- 2010, Gardner (Massachusetts), Estats Units: Mary Daly, filòsofa feminista radical, acadèmica i teòloga nord-americana.
- 2013, París: Marianne Grunberg-Manago, bioquímica francesa d'origen rus, que descobrí al costat de Severo Ochoa l'ARN-polimerasa (n. 1921).[24]
- 2015, Rakka: Muath Al Kasasbeh, pilot de les Forces Aèries de Jordània executat per l'Estat Islàmic.
- 2015, Groningen: Henk Ebbinge, futbolista neerlandès que jugava en la demarcació de migcampista.
- 2023, Sevilla: Elena Huelva Palomo, activista contra el càncer, influencer i escriptora espanyola (n. 2002).

## Altres fets
Còmics
- Vegeu: Portal:Còmics/gener/3.

## Festes i commemoracions
- Santoral:
  - Sant Anter I papa,
  - Santa Genoveva de París, verge;
  - Sant Apringi de Beja, bisbe;
  - Sant Florenci de Viena, bisbe;
  - Sant Daniel de Pàdua, diaca màrtir;
  - serventa de Déu Catalina Balmaseda Sanmartín carmelita descalça;
  - Sant Daniel de Barcelona, màrtir llegendari.